# Yamada Tenman-gū
Yamada Tenman-gū est un sanctuaire shinto situé à Nagoya au centre du Japon.
Le sanctuaire est consacré à Sugawara no Michizane qui en est la déité. Selon la légende, le sanctuaire a été fondé en 1672 pour servir de gardien au château de Nagoya et de lieu de prières de la province d'Owari pour la réussite dans les études. En 1983, le sanctuaire Kogane a été incorporé dans Yamada Tenman-gū.
Le rituel Usokae se déroule ici tous les 25 janvier.